# Šedá literatura

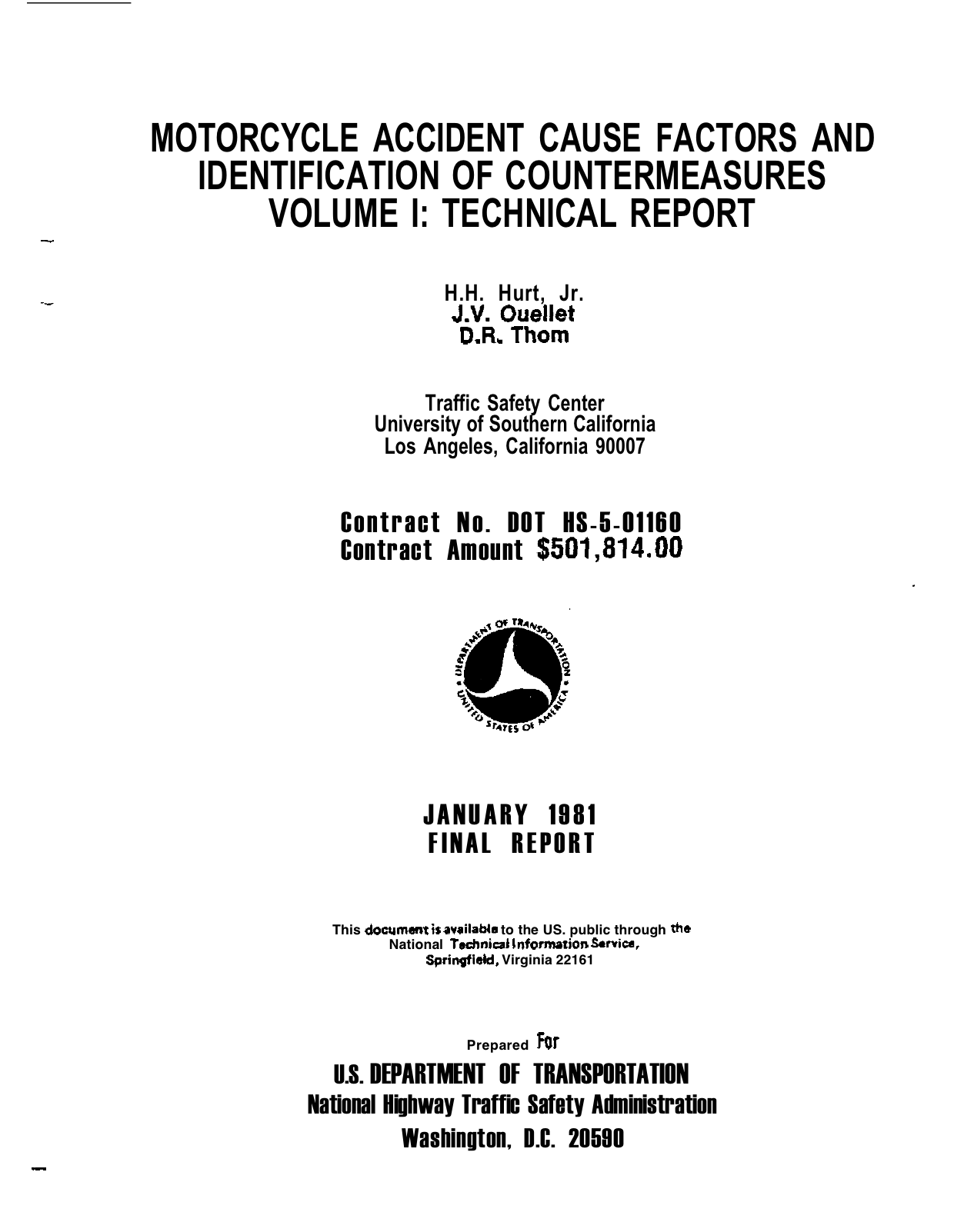
Výzkumná zpráva o příčině nehod motorek a jak jím předejít. USA 1981

Šedá literatura zahrnuje dokumenty, které nejsou formálně publikovány, tj. neprocházejí standardním vydavatelským procesem. Patří sem např. zprávy (výroční, výzkumné, technické, nálezové, o stavu), vysokoškolské kvalifikační práce (bakalářské, magisterské, rigorózní, disertační, habilitační), pracovní a studijní materiály, konferenční materiály (sborníky z konferencí, prezentace, postery, programy) a firemní literatura. Mohou být dostupné širokému okruhu osob, přesto bývá obtížné je vyhledat.

## Databáze šedé literatury
- OpenGrey
- Národní úložiště šedé literatury (NUŠL)